# Carl Zimmer (Zoologe)
Carl Wilhelm Erich Zimmer (* 29. September 1873 in Sondershausen; † 8. November 1950 in Hüll bei Wolnzach) war ein deutscher Zoologe und Spezialist für Krebstiere.

## Leben und Wirken
Carl Wilhelm Erich Zimmer wuchs in Sigmaringen auf und absolvierte das Gymnasium in Berlin und Breslau. Anschließend studierte er von 1893 bis 1898 in Straßburg, München und Breslau Naturwissenschaften und wurde 1897 promoviert. Während seiner Zeit in München trat er der Turnerschaft Munichia München und in Straßburg der Turnerschaft Alsatia Straßburg bei. Er arbeitete ab 1901 zunächst in Breslau als Kustos und habilitierte 1904 in Zoologie. Er war 1904 in Hirschberg Gründungsmitglied des von Paul Kollibay geführten Vereins schlesischer Ornithologen.
Ab 1912 war Zimmer als Honorarprofessor für Zoologie an der Universität München tätig und wurde zunächst Zweiter Direktor und ab 1917 Direktor der Zoologischen Staatssammlung München. Von 1923 bis 1937 war er ordentlicher Professor für systematische Zoologie und Direktor des Zoologischen Museums der Universität Berlin. 1932 stand er als Präsident der Deutschen Zoologischen Gesellschaft vor und wurde 1933 ihr 1. Stellvertreter. Zimmer war ein Förderer des deutsch-amerikanischen Evolutionsbiologen Ernst Mayr, der bei ihm promovierte. 
Zimmers Forschungsschwerpunkt waren die Krebstiere, wobei er sich insbesondere mit der Krebstier-Ordnung Cumacea beschäftigte.

## Dedikationsnamen
Die Cumaceen Diastylis zimmeri (Ledoyer 1977), Iphinoe zimmeri (Stebbing 1910), Leptostylis zimmeri (Fage 1929) und Nannastacus zimmeri (Calman 1911) wurden ihm zu Ehren benannt. Auch Ernst Ahl benannte u. a. verschiedene Frösche namens Arthroleptis zimmeri (1925), Philautus zimmeri (1927) und Oreophryne zimmeri (1933) zu Ehren Zimmers. Auguste Forel widmete ihm 1911 die Ameisenart Technomyrmex zimmeri.
Auch Robert McLachlan benannte 1876 mit Pseudopsilopteryx zimmeri eine Art der Köcherfliegen. Im Jahr 1951 beschrieb Walter Medley Tattersall eine Schwebegarnele unter dem Namen Anchialina zimmeri. Karl Wilhelm Verhoeff (1867–1945) gedachte Zimmer mit zwei Landasseln, die den wissenschaftlichen Namen Formosillo zimmeri (1928) und Buddelundiella zimmeri (1930) tragen. 1908 wurde die Kalkachsenkoralle Mopsella zimmeri von Willy Kükenthal erstmals erwähnt. Unter den Ruderfußkrebsen findet man das Taxon Paralaophonte zimmeri (1929), das von Carl van Douwe stammt. Schließlich und endlich benannte Naoyoshi Ii eine Schwebegarnele als Hypererythrops zimmeri (1937).

## Werke
- Cumacea. Akademische Verlagsgesellschaft, Leipzig 1941

## Nachweise